# Celithemis fasciata
Celithemis fasciata är en trollsländeart som beskrevs av Kirby 1889. Celithemis fasciata ingår i släktet Celithemis och familjen segeltrollsländor. Inga underarter finns listade i Catalogue of Life.

## Bildgalleri

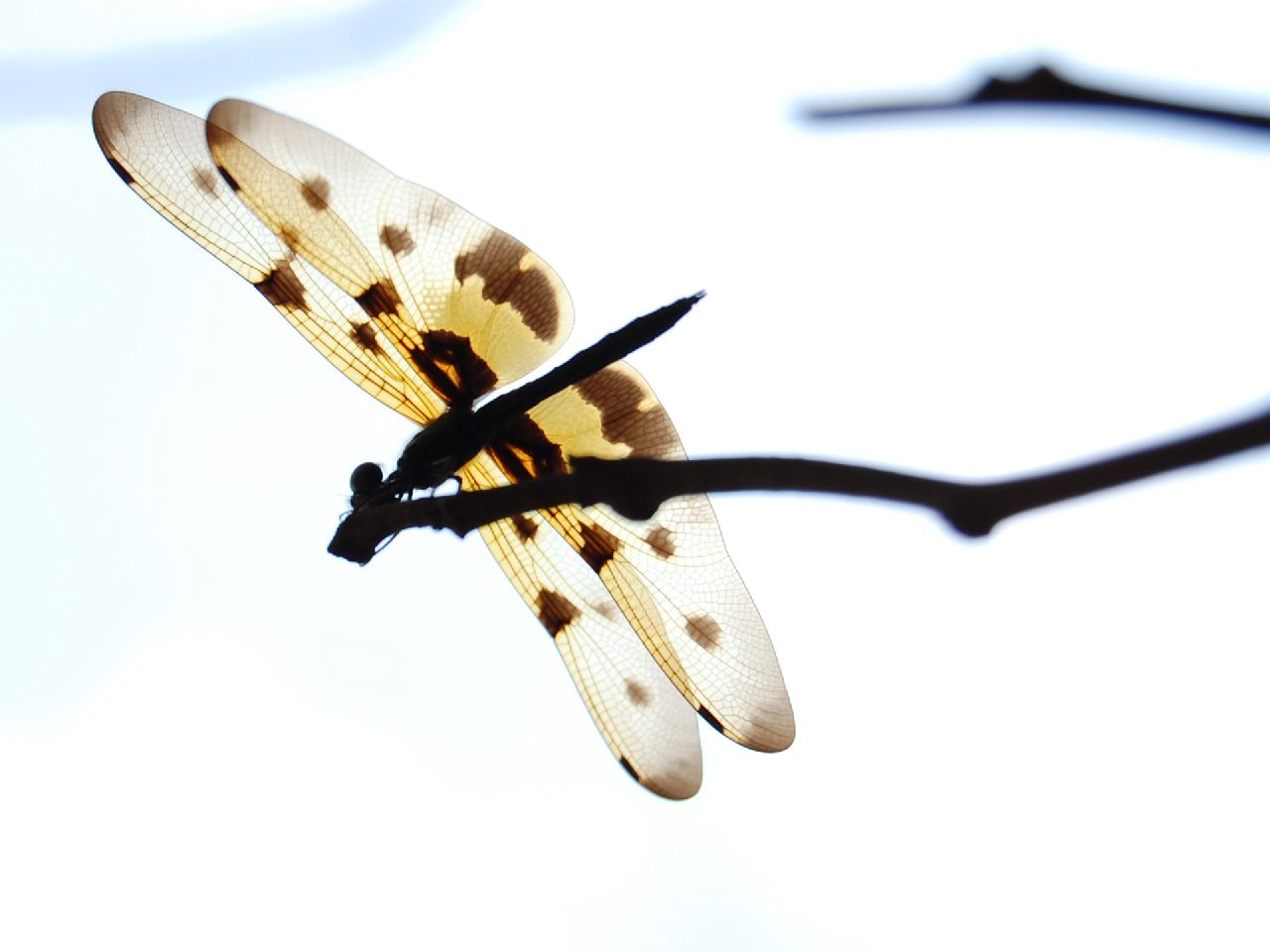